# Себастьян Цимиротич
Себастьян Цимиротич (словен. Sebastjan Cimirotič, нар. 14 вересня 1974, Любляна) — колишній словенський футболіст, нападник.
Насамперед відомий виступами за клуби «Олімпія» (Любляна), «Хапоель» (Тель-Авів) та «Лечче», а також за національну збірну Словенії.
Чемпіон Ізраїлю. Триразовий чемпіон Словенії. Дворазовий володар Кубка Словенії. Володар Суперкубка Словенії. 

## Клубна кар'єра
Народився 14 вересня 1974 року в місті Любляна. Вихованець футбольної школи клубу «Слован» (Любляна). Дорослу футбольну кар'єру розпочав у 1991 році в основній команді того ж клубу, в якій провів три сезони, взявши участь у 26 матчах чемпіонату. 
Протягом 1994—1996 років захищав кольори команди клубу «Олімпія» (Любляна). За цей час двічі виборював титул чемпіона Словенії.
Своєю грою за останню команду привернув увагу представників тренерського штабу хорватського клубу «Рієка», до складу якого приєднався у 1996 році. Відіграв за команду з Рієки наступні два сезони своєї ігрової кар'єри. У складі «Рієки» був гравцем резервного складу, провівши за «основу» лише 10 матчів.
У 1998 році уклав контракт з клубом «Хапоель» (Тель-Авів), у складі якого провів наступні два роки своєї кар'єри гравця. Більшість часу, проведеного у складі тель-авівського «Хапоеля», був гравцем атакувальної ланки основного складу команди.
Протягом 2000—2001 років знову захищав кольори команди клубу «Олімпія» (Любляна).
З 2001 року два сезони захищав кольори команди італійського клубу «Лечче». 
Згодом з 2003 до 2011 року грав у складі команд клубів «Олімпія» (Любляна), «Публікум» (Цельє), «Інчхон Юнайтед», «Хайдук» (Спліт), «Домжале» та «Олімпія» (Любляна). Протягом цих років додав до переліку своїх трофеїв ще один титул чемпіона Словенії.
Останнім професійним клубом у кар'єрі гравця була «Любляна», кольори якої він захищав 2011 року.

## Виступи за збірну
У 1998 році дебютував в офіційних матчах у складі національної збірної Словенії. Наразі провів у формі головної команди країни 33 матчі, забивши 6 голів.
У складі збірної був учасником чемпіонату світу 2002 року в Японії і Південній Кореї.

## Титули і досягнення
- Чемпіон Ізраїлю (1):

«Хапоель» (Тель-Авів):  1999–00
- Володар Кубка Ізраїлю (2):

«Олімпія» (Любляна):  1998–99, 1999–00
- Чемпіон Словенії (3):

«Олімпія» (Любляна):  1993–94, 1994–95
«Домжале»:  2006–07
- Володар Кубка Словенії (1):

«Публікум» (Цельє):  2004–05
- Володар Суперкубка Словенії (1):

«Олімпія» (Любляна):  1995